# Satellite Snowfield
Das Satellite Snowfield (englisch für Satellitenschneefeld) ist ein Schneefeld im südlichen Zentrum der westantarktischen Alexander-I.-Insel. Es liegt auf der Südostseite der Walton Mountains.
Das britische Directorate of Overseas Surveys kartierte es gemeinsam mit dem United States Geological Survey anhand von Satellitenaufnahmen der NASA. Das UK Antarctic Place-Names Committee benannte es 1974 nach den natürlichen Satelliten der Planeten des Sonnensystems, nach denen zahlreiche geografische Objekte in der Umgebung benannt sind.